# Școala Moore de Inginerie Electrică
Școala Moore de Inginerie Electrică din Universitatea Pennsylvania a apărut ca urmare a unei dotări de la Alfred Fitler Moore la 4 iunie 1923. Primul decan al școlii Moore a fost Harold Pender.
Școala Moore este renumită în special ca locul de naștere al industriei de calculatoare:
- Aici a fost construit primul computer electronic digital, ENIAC, între 1943 și 1946.
- Lucrările preliminare de proiectare pentru aparatul succesor al ENIAC, EDVAC a dus la conceptul utilizat în toate computerele de astăzi.
- Primul curs de calculator a fost susținut la Școala Moore în vara anului 1946, ceea ce a dus la o explozie în dezvoltarea computerelor în întreaga lume.
- John Mauchly și J. Presper Eckert au fondat prima companie de calculatoare, care a produs computerul UNIVAC.